# Wolff & Müller
Die Wolff & Müller Holding GmbH & Co. KG (Eigenschreibweise: WOLFF & MÜLLER) ist ein familiengeführtes Bauunternehmen mit Stammsitz in Stuttgart-Zuffenhausen und bundesweit 25 Niederlassungen. 
Das Unternehmen betreibt die drei Geschäftsfelder Bauwesen, Baustoffe/Rohstoffe und Dienstleistungen. Das Geschäftsfeld Bauwesen ist im Hoch- und Industriebau, im Tief- und Straßenbau, im Ingenieurbau, im Stahlbau und in Bauwerkssanierungen vertreten. Zum Geschäftsfeld Baustoffe/Rohstoffe gehören Bau- und Rohstoffgewinnung sowie deren Veredelung. Das Geschäftsfeld Dienstleistungen der Wolff & Müller Gruppe ist hauptsächlich in den Bereichen Einkauf und Immobilienverwaltung tätig.

## Geschichte

### Von 1936 bis in die 1960er Jahre
Das Bauunternehmen Wolff & Müller wurde im Jahr 1936 vom Baumeister Gottlob Müller und dem Diplom-Ingenieur Karl Wolff in Stuttgart gegründet. Drei Jahre später beschäftigte das Unternehmen bereits rund 1.500 Mitarbeiter und erstellte in der Region Brücken, Kläranlagen, Häuser und Industrieobjekte, vorwiegend für Bosch und Daimler-Benz. Nach Kriegsende beteiligte sich Wolff & Müller am Wiederaufbau der zerstörten Stadt Stuttgart. Im Jahr 1949 wurde Gottlob Müller zum alleinigen Gesellschafter und initiierte den Ausbau des Niederlassungsnetzes. Künzelsau war die erste von heute insgesamt 25 Niederlassungen in ganz Deutschland. Im Bauboom der 1950er Jahre erstellte das Unternehmen sowohl Hochhäuser für den sozialen Wohnungsbau als auch zahlreiche Anlagen mit Eigentumswohnungen und Reihenhäusern. Gleichzeitig beschritt Wolff & Müller den Weg der Diversifizierung mit der Ausweitung der Geschäftstätigkeit in baunahe Bereiche, u. a. mit eigenen Holz-, Kiesgewinnungs- und Betonteilwerken.

### Von den 1970er Jahren bis 2004
In den 1970er Jahren begann das Unternehmen mit der Produktion von Holzfertighäusern und stieg angesichts steigender Baupreise auch in die Renovierung und Sanierung von Altbauten ein. Im Jahr 1976 war Wolff & Müller erstmals international tätig, mit Großprojekten in Nigeria und Saudi-Arabien.
1977 trat Wolfgang Dürr, der Schwiegersohn Gottlob Müllers, als Mitglied der Geschäftsleitung in das Unternehmen ein. Unter seinem Vorsitz erfolgte eine Ausweitung des Unternehmens im Bereich schlüsselfertiges Bauen, die regionale Ausweitung nach Nord und Ost sowie die Etablierung baunaher Dienstleistungen. Im Jahr 1987 wurden die Sparten Hochbau und Tief- und Straßenbau innerhalb der Unternehmensstruktur getrennt, um den unterschiedlichen Bauweisen in diesen beiden Bereichen Rechnung zu tragen. In den 1990er Jahren erweiterte Wolff & Müller sein Portfolio im Bereich Baustoffe und Dienstleistungen mit Gesellschaften zur Energieberatung (insbesondere Strom und Gas), Versicherungsberatung, Einkaufsbündelung, Projektentwicklung und Immobilienverwaltung. 2002 wurde die PST Spezialtiefbau Süd in die Unternehmensgruppe integriert.

### Ab 2005
Nach dem Tod von Wolfgang Dürr im Jahr 2005 trat sein Sohn Albert Dürr die Nachfolge an und wurde im Jahr 2006 Mitglied der Geschäftsleitung. Er führte die Strategie der Spezialisierung in definierte Bausegmente fort. Diese wurde 2008 auch gesellschaftsrechtlich verankert – mit der Gründung der operativen Gesellschaften Regionalbau, Spezialbau sowie Tief- und Straßenbau unter dem Dach der Wolff & Müller Holding. Gleichzeitig wurden die Themen Digitalisierung und Nachhaltigkeit im Bau stark vorangetrieben. Seit dem Jahr 2010 arbeitet Wolff & Müller als erstes deutsches Bauunternehmen vollständig CO2-neutral. Building Information Modeling, ein ganzheitliches Modell für die Planung, Realisierung und Nutzung von Bauwerken, wird seit 2008 eingesetzt. Mit der Beteiligung an den Unternehmen Fischer Stahlbau und Fischer Glasscon im Jahr 2012 baute die Gruppe ihre Stahlbaukompetenz weiter aus. Für Bauprojekte von Kunden aus dem Regierungsumfeld im In- und Ausland, insbesondere US-Streitkräfte, wurde im gleichen Jahr die vierte operative Gesellschaft Government Services gegründet.
Seit dem Jahr 2015 besitzt das Geschäftsfeld Bau der Wolff & Müller Gruppe seine heutige Struktur mit den vier Bereichen Hoch- und Industriebau, Tief- und Straßenbau, Ingenieurbau und Government Services.
Die Wolff & Müller Gruppe ist an 25 Standorten in Deutschland vertreten.

## Organisation
Die Organisationsstruktur des Unternehmens stellt sich wie folgt dar:
| Hoch- und Industriebau | Tief- und Straßenbau | Ingenieurbau | Government Services |

## Geschäftsfelder und Leistungen

### Geschäftsfeld Bau
1. Hoch- und Industriebau: Die Wolff & Müller Hoch- und Industriebau GmbH & Co. KG ist an 12 Standorten vertreten und bietet Rohbau, Schlüsselfertigbau und Bauen im Bestand. Zum Leistungsspektrum gehören Industrie-/Gewerbebau, Büro-, Geschäfts- und Verwaltungsgebäude, Hotels und Modulbauten, medizinische Einrichtungen, Logistikzentren, Parkhäuser und Tiefgaragen sowie Bildungs- und Kultureinrichtungen.
2. Tief- und Straßenbau: Die Leistungen der Wolff & Müller Tief- und Straßenbau GmbH & Co. KG reichen vom Straßenbau über den Tief- und Kanalbau bis zu Baugebietserschließungen und Ortskernsanierungen. Die 100-prozentige Tochter PST Spezialtiefbau Süd GmbH ist Spezialist für Gründungen und Baugruben aller Art.
3. Ingenieurbau: Die Wolff & Müller Ingenieurbau GmbH ist spezialisiert auf den Bau von Kraftwerken sowie Projekten im Bereich der kommunalen Daseinsvorsorge, wie Kläranlagen, Wasserwerke, Hochwasserschutzeinrichtungen, Bahn- und Straßentunnels in offener Bauweise sowie Brückenbauwerke.[6]
4. Government Services: Die Wolff & Müller Government Services GmbH & Co. KG betreut Bauprojekte von Kunden aus dem Regierungsumfeld im In- und Ausland, insbesondere von US-Streitkräften. Das Angebot umfasst die Planung und Umsetzung von Hoch- und Industriebauten, Verkehrswegen sowie damit verbundene Dienstleistungen wie technisches Facility-Management.

### Baunahe Geschäftsfelder
Die baunahen Geschäftsfelder teilen sich in die Bereiche Bau- und Rohstoffe sowie Dienstleistungen auf.
1. Bau- und Rohstoffe: Dieser Bereich beinhaltet u. a. Kieswerke für die unternehmenseigene Produktion von Rohstoffen, diverse Beteiligungen im Baustoffbereich sowie Beteiligungen in baukonjunkturunabhängigen Rohstoffen, wie zum Beispiel Spezialsande und Vermiculite.
2. Dienstleistungen: Zu diesem Bereich gehören mehrere Dienstleister. Die Wolff & Müller Energy GmbH betreut Unternehmen beim Energieeinkauf, beim Bezug von Ökostrom und bei der unternehmenseigenen CO2-Neutralität. Die Wolff & Müller Einkaufspartner GmbH hat sich auf die Beschaffung von indirekten Gütern und Dienstleistungen spezialisiert[7]. Die Wolff & Müller Immobilien-Service GmbH verwaltet firmeneigene und fremde Wohn- und Gewerbeanlagen. Zum Portfolio gehört außerdem Facility Management.

## Streit
2017 kündigte die Stadt Stuttgart den Vertrag mit Wolff & Müller zum Bau des Leuzetunnels, Verbindung der Bundesstraßen B10 und B14 am Leuze, einem Teilstück des Gesamtprojekts Rosensteintunnel wegen Sicherheitsverstößen sowie unverhältnismäßig hohen Nachtragsforderungen. Das Unternehmen bestritt die Vorwürfe und machte die Stadt für Verzögerungen bei den Bauarbeiten durch Planungsänderungen verantwortlich. Einem Vorschlag des Landgerichts Stuttgart vom September 2020 folgend einigten sich beide Parteien bei der Auseinandersetzung die betreffend im Februar 2021 gütlich und verzichteten auf wechselseitige Ansprüche.
Außerdem stritten die Stadt Freiburg und deren Verkehrsbetriebe mit Wolff & Müller über ein Jahr nach Fertigstellung der Kronenbrücke über die Kosten, Anfang 2020 noch außergerichtlich. Im September 2020 gab es eine Einigung. „Die Firma hat in Verhandlungen ihre Forderungen in einem für uns akzeptablen Rahmen reduziert,“ sagte Rathaussprecher Sebastian Wolfrum.

## Auszeichnungen
- Axia Award 2021, Best Managed Company
- EcoVadis 2020, Bronzemedaille für Nachhaltig
- Bauunternehmen des Jahres 2018 in der Kategorie Hochbau[12]
- Axia Award 2017, Sonderpreis Integration[13]
- Umweltpreis für Unternehmen Baden-Württemberg 2016[14]
- Bester mittelständische Arbeitgeber im Bereich Bau 2016[15]
- Bauunternehmen des Jahres 2015, Gesamtsieg[16]
- iTWO Award 2015, Most Collaborative Use in Europe[17]
- Bauunternehmen des Jahres 2014 im Bereich Hochbau[18]
- Deutscher Nachhaltigkeitspreis 2014, Top 3 der nachhaltigsten Unternehmen mittlerer Größe[19]
- iTWO Award 2014, Best Technical Workflow[20]
- iTWO Award 2013, Best Practicing Contractor in Germany[21]

## Projekte
Das Unternehmen hat unter anderem folgende Projekte realisiert:
- NIU Hotel Fasanenhof, Stuttgart
- Systemhaus Bürkert, Menden
- Sozialtherapeutische Anstalt, Bochum
- Clouth 104, Köln
- Kräuterterrassen, Dresden
- TU Freiberg Hörsaal und Bibliothek, Freiberg
- Nesenbachtalbrücke, Stuttgart-Vaihingen
- Jagsttalbrücke, Widdern
- Gumpenbachbrücke, Kornwestheim
- Neckartalbrücke, Benningen
- Kallenberg’sches Areal, Ludwigsburg
- Wilhelm-Fein-Straße, Ludwigsburg
- A44, Krefeld
- Hanns-Martin-Schleyer-Brücke, Esslingen
- Czernyring, Heidelberg